# 布尔布里亚克
布尔布里亚克（法語：Bourbriac，法語發音：[buʁbʁijak]）是法国阿摩尔滨海省的一个市镇，位于该省西部，属于甘冈区。

## 地理
布尔布里亚克（48°28'23"N, 3°11'18"W）面积71.86 平方千米，位于法国布列塔尼大區阿摩尔滨海省，该省份为法国西北部沿海省份，位于布列塔尼半岛北部，北濒大西洋英吉利海峡，西接菲尼斯泰尔省，南至莫尔比昂省，东临伊勒-维莱讷省。
与布尔布里亚克接壤的市镇（或旧市镇、城区）包括：科阿杜、居吕尼埃勒、凯里安、梅勒佩斯蒂维安、马戈阿尔、穆斯泰吕、普莱西迪、蓬梅尔韦、圣阿德里安。

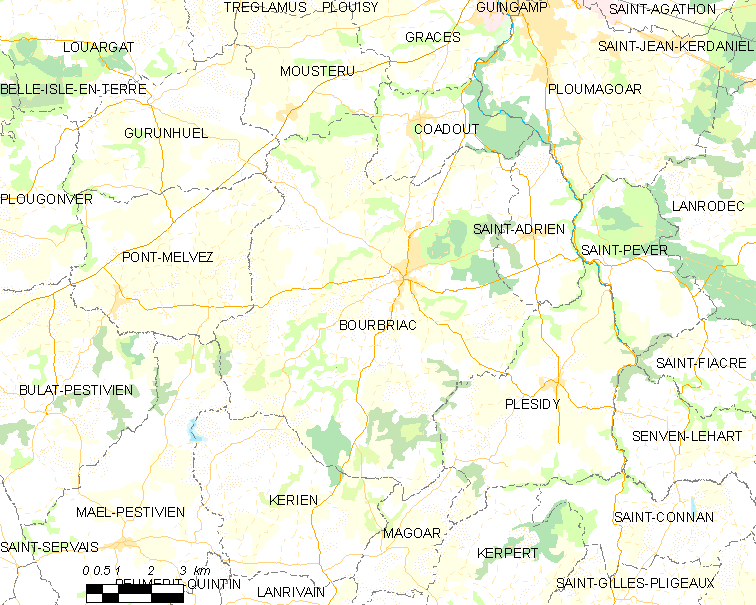
布尔布里亚克的OSM定位图

布尔布里亚克的时区为UTC+01:00、UTC+02:00（夏令时）。

## 行政
布尔布里亚克的邮政编码为22390，INSEE市镇编码为22013。

## 政治
布尔布里亚克所属的省级选区为卡拉克县。

## 人口

1962-2008年间布尔布里亚克人口变化图示

布尔布里亚克于2022年1月1日时的人口数量为2126人。